# 小池美波
小池 美波（こいけ みなみ、1998年〈平成10年〉11月14日 - ）は、日本のアイドルであり、女性アイドルグループ櫻坂46の元メンバーである。
兵庫県西宮市出身。 Seed & Flower所属。

## 略歴
1998年（平成10年）11月14日に生まれる。幼少期は、絵画教室に通い、鉛筆画・水彩画・油絵を学ぶ。小学2年生の時、ダンス部に入部。小学6年生の時、NMB48の渡辺美優紀に憧れ、アイドルに興味を持ち始める。中学校へ進学後、ソフトテニス部に入部。その後美術部に転部し、副部長を務める。中学2年生の時、乃木坂46に夢中になり、高校2年生の時、鳥居坂46の1期生オーディションへ応募した。
2015年（平成27年）8月21日、鳥居坂46の1期生オーディションに合格。同日、グループ名が鳥居坂46から欅坂46に改められる。
2016年（平成28年）4月6日に発売された欅坂46の1stシングル『サイレントマジョリティー』でCDデビュー。同年11月30日に発売された欅坂46の3rdシングル『二人セゾン』では、初めてフロントのポジションを担当した。
2017年（平成29年）4月4日より、『ザ・ヒットスタジオ』（MBSラジオ）に、火曜日アシスタントパーソナリティとしてレギュラー出演を開始する。
2019年（令和元年）9月25日、自身の1st写真集『青春の瓶詰め』（幻冬舎）が発売される。同作品は、同年10月14日付の『オリコン週間BOOKランキング』の写真集部門で2週連続1位を獲得、同年11月4日付まで5週連続10位以内を維持し、累計売上約2万5000部を突破した。
2021年（令和3年）10月13日に発売された櫻坂46の3rdシングル『流れ弾』の収録曲「ソニア」で、センターポジションを担当する。
2023年（令和5年）10月19日、体調不良のため当面活動を休止して休養することが発表された。同年12月11日、パニック障害を患っていることを公表し、ブログの更新を休止することを報告した。
2024年（令和6年）5月13日、自身のブログにて、同年6月26日発売の9thシングル『自業自得』から活動を再開することを発表した。同年6月15日に開催された『櫻坂46 4th ARENA TOUR 2024 新・櫻前線 –Go on back?– IN 東京ドーム』よりステージに復帰している。
2025年（令和7年）1月14日、同年2月19日に発売の櫻坂46の11thシングル『UDAGAWA GENERATION』での活動をもって、同グループを卒業すると発表した。同年3月20日、『Buddies感謝祭 2025』が幕張イベントホールにて開催され、同イベント内で「小池美波 卒業セレモニー」が実施された。小池の卒業をもって、櫻坂46からは一期生メンバーが全員卒業することとなる。
5月30日に開催された、ミートアンドグリートをもって、櫻坂46としての活動終了。

## 人物
愛称は、みいちゃん。一人っ子。2019年から「ポム」と名付けたチワワを飼っている。

### 嗜好
好きな食べ物はサツマイモ、オムライス、カレー。好きな色は白。影響を受けた作品は映画『そして父になる』。カラオケでよく歌う曲は福山雅治「少年」。欅坂46で推したいメンバーは織田奈那。
1970年代、1980年代の邦楽のファンであり、YMO、安全地帯、福山雅治、[Alexandros]のファンである。

### 趣味
趣味として、オムライスを食べること、水彩画、絵を描くこと、バンドの曲を聴くことを挙げている。
阪神タイガースのファンであるほか、同球団に所属する佐藤輝明とは中学校の同級生であった。好きな選手として、現在同球団で一軍内野守備走塁コーチを務める藤本敦士、赤星憲広、北海道日本ハムファイターズの監督を務める新庄剛志の名前をあげている。
かつてはペンギン好きで知られており、坂崎千春・鎌倉文也の『恋するペンギン』を愛読していた。

### 特技
特技は膝カックン、水彩画、前髪を切ること、寝ること。水彩画は、3歳の時、父親から教えられたのがきっかけで始めた。

### 欅坂46・櫻坂46
ペンライトカラーは、    ホワイト ×     サクラピンク。
最終審査では、石川ひとみの『まちぶせ』を歌った。合格後は転校し、兵庫県から上京した。

## 作品

### シングル
欅坂46
- サイレントマジョリティー（2016年4月6日、SRCL-9035/41）- EAN 4988009125930。
- 手を繋いで帰ろうか（2016年4月6日、SRCL-9035/41）- EAN 4988009125930。
- キミガイナイ（2016年4月6日、SRCL-9041）- EAN 4988009125954。
- 世界には愛しかない（2016年8月10日、SRCL-9147/53）- EAN 4988009130804。
- 語るなら未来を…（2016年8月10日、SRCL-9147/52）- EAN 4988009130804。
- 二人セゾン（2016年11月30日、SRCL-9267/73）- EAN 4547366279399。
- 大人は信じてくれない（2016年11月30日、SRCL-9267/73）- EAN 4547366279399。
- 制服と太陽（2016年11月30日、SRCL-9267/8）- EAN 4547366279375。
- 不協和音（2017年4月5日、SRCL-9394/402）- EAN 4547366301274。
- W-KEYAKIZAKAの詩（2017年4月5日、SRCL-9394/402）- EAN 4547366301274。
- エキセントリック（2017年4月5日、SRCL-9402）- EAN 4547366301298。
- 風に吹かれても（2017年10月25日、SRCL-9581/9）- EAN 4547366331639。
- 避雷針（2017年10月25日、SRCL-9585/6）- EAN 4547366331653。
- ガラスを割れ!（2018年3月7日、SRCL-9736/44）- EAN 4547366350265。
- もう森へ帰ろうか?（2018年3月7日、SRCL-9736/44）- EAN 4547366350265。
- バスルームトラベル（2018年3月7日、SRCL-9736/44）- EAN 4547366350265。
- アンビバレント（2018年8月15日、SRCL-9922/30）- EAN 4547366371079。
- Student Dance（2018年8月15日、SRCL-9922/30）- EAN 4547366371079。
- I'm out（2018年8月15日、SRCL-9922/3）- EAN 4547366371079。
- 音楽室に片想い（2018年8月15日、SRCL-9928/9）- EAN 4547366371109。
- 黒い羊（2019年2月27日、SRCL-9983/91）- EAN 4589888214991。
- Nobody（2019年2月27日、SRCL-9983/4）- EAN 4547366383317。
- 誰がその鐘を鳴らすのか?（2020年8月21日）

櫻坂46
- Nobody's fault（2020年12月9日、SRCL-11620/8）- EAN 4547366481594。
- なぜ 恋をして来なかったんだろう?（2020年12月9日、SRCL-11620/8）- EAN 4547366481594。
- 半信半疑（2020年12月9日、SRCL-11620/1）- EAN 4547366481594。
- Plastic regret（2020年12月9日、SRCL-11622/3）- EAN 4547366481600。
- 最終の地下鉄に乗って（2020年12月9日、SRCL-11624/5）- EAN 4547366481617。
- Buddies（2020年12月9日、SRCL-11626/7）- EAN 4547366481624。
- ブルームーンキス（2020年12月9日、SRCL-11628）- EAN 4547366481631。
- BAN（2021年4月14日、SRCL-11748/56）- EAN 4547366498608。
- 偶然の答え（2021年4月14日、SRCL-11748/56）- EAN 4547366498608。
- それが愛なのね（2021年4月14日、SRCL-11748/9）- EAN 4547366498608。
- 君と僕と洗濯物（2021年4月14日、SRCL-11750/1）- EAN 4547366498615。
- Microscope（2021年4月14日、SRCL-11752/3）- EAN 4547366498622。
- 思ったよりも寂しくない（2021年4月14日、SRCL-11754/5）- EAN 4547366498639。
- 櫻坂の詩（2021年4月14日、SRCL-11756）- EAN 4547366498646。
- 流れ弾（2021年10月13日、SRCL-11920/8）- EAN 4547366524567。
- ソニア（2021年10月13日、SRCL-11920/1）- EAN 4547366524567。
- 美しきNervous（2021年10月13日、SRCL-11928）- EAN 4547366524604。
- 五月雨よ（2022年4月6日、SRCL-12130/8）- EAN 4547366549829。
- 僕のジレンマ（2022年4月6日、SRCL-12130/8）- EAN 4547366549829。
- 断絶（2022年4月6日、SRCL-12132/3）- EAN 4547366549836。
- 車間距離（2022年4月6日、SRCL-12136/7）- EAN 4547366549850。
- 恋が絶滅する日（2022年4月6日、SRCL-12138）- EAN 4547366549867。
- 桜月（2023年2月15日、SRCL-12420/8）- EAN 4547366599756。
- Cool（2023年2月15日、SRCL-12420/8）- EAN 4547366599756。
- もしかしたら真実（2023年2月15日、SRCL-12422/3）- EAN 4547366599763。
- 魂のLiar（2023年2月15日、SRCL-12424/5）- EAN 4547366599770。
- その日まで（2023年2月15日、SRCL-12428）- EAN 4547366599794。
- Start over!（2023年6月28日、SRCL-12590/8）- EAN 4547366621686。
- 風の音（2023年6月28日、SRCL-12590/1）- EAN 4547366621686。
- 一瞬の馬（2023年6月28日、SRCL-12596/7）- EAN 4547366621716。
- ドローン旋回中（2023年6月28日、SRCL-12598）- EAN 4547366621723。
- 承認欲求（2023年10月18日、SRCL-12670/8）- EAN 4547366642025。
- 僕たちの La vie en rose（2023年10月18日、SRCL-12672/3）- EAN 4547366642032。
- マンホールの蓋の上（2023年10月18日、SRCL-12676/7）- EAN 4547366642056。
- 隙間風よ（2023年10月18日、SRCL-12678）- EAN 4547366642063。
- 愛しあいなさい（2024年6月26日、SRCL-12920/8）- EAN 4547366685695。
- 僕は僕を好きになれない（2024年10月23日、SRCL-12920/1）- EAN 4547366685695。
- 嵐の前、世界の終わり（2024年10月23日、SRCL-12924/5）- EAN 4547366685718。
- 19歳のガレット（2024年10月23日、SRCL-12926/7）- EAN 4547366685725。
- Nothing special（2025年2月19日、SRCL-13210/8）- EAN 4547366728231。
- 行かないで（2025年2月19日、SRCL-13214/5）- EAN 4547366728255。
- ULTRAVIORET（2025年2月19日、SRCL-13216/7）- EAN 4547366728262。

坂道AKB
- 初恋ドア（2019年3月13日、KIZM-90615/6）- EAN 4988003543921。

IZ4648
- 必然性（2019年3月13日、KIZM-90617/8）- EAN 4988003543938。

### アルバム
欅坂46
- 真っ白なものは汚したくなる（2017年7月19日、SRCL-9482/8）- EAN 4547366318470。
- 永遠より長い一瞬 〜あの頃、確かに存在した私たち〜（2020年10月7日、SRCL-11510/6）- EAN 4547366450224。

櫻坂46
- As you know?（2022年8月3日、SRCL-12174/9） - EAN 4547366567960。

### 映像作品
- 小池美波（2016年4月6日）- EAN 4988009125916。
- 小池美波（2016年8月10日）- EAN 4988009130811。
- 小池美波（2016年11月30日）- EAN 4547366279375。
- KEYABINGO!（2017年1月27日）- EAN 4988021715010。
- 小池美波（2017年4月5日）- EAN 4547366301274。
- 徳山大五郎を誰が殺したか?（2017年6月7日）- EAN 4517331036388。
- グループ発展祈願の旅 ～群馬編～（2017年10月25日）- EAN 4547366331646。
- 残酷な観客達（2017年11月29日）- EAN 4988021715553。
- KEYABINGO!2（2017年12月22日）- EAN 4988021715522。
- 小池美波 自撮りTV（2018年3月7日）- EAN 4547366350289。
- KEYABINGO!3（2018年6月29日）- EAN 4988021715874。
- 小池美波×高瀬愛奈 自撮りTV（2018年8月15日）- EAN 4547366371093。
- 欅共和国2017（2018年9月26日）- EAN 4547366376791。
- 欅坂46 特典映像「KEYAKI HOUSE」（2019年2月27日）- EAN 4547366383317。
- 欅共和国2018（2019年8月14日）- EAN 4547366417258。
- 欅坂46 LIVE at 東京ドーム 〜ARENA TOUR 2019 FINAL〜（2020年1月29日）- EAN 4547366438758。
- ロバマン（2020年6月8日）- EAN 4589821270565。
- 欅共和国2019（2020年8月12日）- EAN 4547366462937。
- 欅坂46 ANNIVERSARY LIVE Director's Cut Collection（2020年10月7日）- EAN 4547366450224。
- 欅坂46 ARENA TOUR Director's Cut Collection（2020年10月7日）- EAN 4547366450231。
- KEYAKIZAKA46 Live Online, but with YOU!（2020年12月9日）- EAN 4547366481594、EAN 4547366481600。
- 僕たちの嘘と真実 Documentary of 欅坂46（2021年2月3日）- EAN 4988104127983。
- 欅坂46 THE LAST LIVE（2021年3月24日）- EAN 4547366496833。
- 櫻坂46 デビューカウントダウンライブ!!（2021年4月14日）- EAN 4547366498608。
- Making of デビューカウントダウンライブ!!（2021年4月14日）- EAN 4547366498615。
- 小池美波×井上梨名 SAKURA BANASHI 〜いま、話したいこと〜（2021年4月14日）- EAN 4547366498639。
- 小池美波×小林由依×大園玲 SAKURA MEGURI（2021年10月13日）- EAN 4547366524581。
- Sakurazaka46 3rd Single BACKS LIVE!! 〜Center Performance Collections〜 （2022年4月6日）- EAN 4547366549836、EAN 4547366549843、EAN 4547366549850。
- Sakurazaka46 1st TOUR 2021 FINAL at さいたまスーパーアリーナ（2022年8月3日）- EAN 4547366567960。
- W-KEYAKI FES. 2021 -DAY1- at 富士急ハイランド コニファーフォレスト（2022年8月3日）- EAN 4547366567977。
- 櫻坂46 1st YEAR ANNIVERSARY LIVE 〜with Graduation Ceremony〜（2022年10月19日）- EAN 4547366575187。
- 櫻坂46 RISA WATANABE GRADUATION CONCERT（2022年12月7日）- EAN 4547366588293。
- W-KEYAKI FES. 2022 Director's Cut Collections <DAY1>（2023年2月15日）- EAN 4547366599756。
- W-KEYAKI FES. 2022 Director's Cut Collections <DAY2>（2023年2月15日）- EAN 4547366599763。
- マネージャーのスマホに眠るメンバーの秘蔵動画集<2021年編>（2023年2月15日）- EAN 4547366599770。
- マネージャーのスマホに眠るメンバーの秘蔵動画集<2022年編>（2023年2月15日）- EAN 4547366599787。
- 2nd YEAR ANNIVERSARY ～Buddies感謝祭～ <前編>（2023年6月28日）- EAN 4547366621686。
- 2nd YEAR ANNIVERSARY ～Buddies感謝祭～ <後編>（2023年6月28日）- EAN 4547366621693。
- 2nd TOUR 2022 “As you know?” TOUR FINAL at 東京ドーム 〜with YUUKA SUGAI Graduation Ceremony〜（2023年8月2日）- EAN 4547366622980。
- Sakurazaka46 3rd TOUR 2023 TOUR FINAL at 大阪城ホール（2023年10月18日）- EAN 4547366642025、EAN 4547366642032。
- 海外ライブのついでにゆる～く撮ってきちゃいました！～パリ編～（2024年2月21日）- EAN 4547366663501。
- 海外ライブのついでにゆる～く撮ってきちゃいました！～マレーシア&フィリピン編～（2024年2月21日）- EAN 4547366663518。
- 櫻坂46 YUI KOBAYASHI GRADUATION CONCERT（2024年8月28日）- EAN 4547366695380。

## 出演

### テレビドラマ
- 徳山大五郎を誰が殺したか?（2016年7月17日 - 10月2日、テレビ東京） - 小池美波 役[49]。
- 残酷な観客達（2017年5月18日 - 7月20日、日本テレビ） - 古賀奈緒 役[50]。

### 映画
- ロバマン（2020年1月10日）- 吉村みなみ 役[51][52][53]。

### ラジオ
- ザ・ヒットスタジオ火曜日（2017年4月4日 - 2021年9月29日、MBSラジオ） - アシスタントパーソナリティ[13][16]。
- 文化放送ライオンズナイタースペシャル「欅坂46・小池美波 80年代歌謡曲ベスト100」（2020年6月9日 - 12日、文化放送）[36]
- サウンドクリエイターズ・ファイル「大滝詠一 A LONG VACATION 40周年スペシャル」（2021年3月7日 - 21日、NHK-FM） [54]
- 松田聖子ベストソングリクエスト　カウントダウン（2023年4月20日、文化放送）[55]

### ネット配信
- TOON GATE 縦スクマンガ制作リアリティショー（2022年6月28日 - 7月29日、YouTube）- ナレーション[注 1][57][58]。

## 書籍

### 写真集
- 青春の瓶詰め（2019年9月25日、幻冬舎）[17][18]